# 2929 Гарріс
2929 Гарріс (2929 Harris) — астероїд головного поясу, відкритий 24 січня 1982 року.
Тіссеранів параметр щодо Юпітера — 3,161.